# District de Treptow
Le district de Treptow est l'une des anciennes subdivision administratives de Berlin créée lors de la constitution du « Grand Berlin » en 1920.

Après la Seconde Guerre mondiale, elle fera partie du secteur d'occupation soviétique de Berlin-Est.
Lors de la réforme de 2001, le district fut intégré à l'arrondissement de Treptow-Köpenick et correspond aux actuels quartiers de :
- 0901 Alt-Treptow
- 0902 Plänterwald
- 0903 Baumschulenweg
- 0904 Johannisthal
- 0905 Niederschöneweide
- 0906 Altglienicke
- 0907 Adlershof
- 0908 Bohnsdorf